# Tecution
Tecution là một chi nhện trong họ Miturgidae.